# 60-as busz (Szeged)
A szegedi 60-as jelzésű autóbusz a Mars tér (Szent Rókus tér) és Szőreg, malom között közlekedik a 60Y, 67-es és 67Y autóbuszokkal összehangolt menetrend szerint. A viszonylatot a Volánbusz Zrt. üzemelteti.

## Története
2012. április 10-étől a járat útvonalát lerövidítették, Szőreg, malomtól csak Újszeged, Gyermekkórházig járt szombaton délután és vasárnapokon. A lakosok tiltakozása miatt 2012. november 1-jétől az útvonalát visszaállították, de ritkábban járnak a buszok.
2016. június 16-tól egyes indulásait átvette a 67-es jelzésű busz, amely a 60-as vonal meghosszabbítása Kiskundorozsma, Fürdő végállomásig.

## Útvonala
| Szőreg, malom felé | Mars tér (Szent Rókus tér) felé |
| --- | --- |
| Mars tér (Szent Rókus tér) vá. – Bartók tér – Széchenyi tér – Belvárosi híd – Székely sor – Derkovits fasor – Thököly utca – Makai út – Szerb utca – Szőreg, malom vá. | Szőreg, malom vá. – Szerb utca – Makai út – Thököly utca – Derkovits fasor – Székely sor – Belvárosi híd – Széchenyi tér – Bartók tér – Mars tér (Szent Rókus tér) vá. |

## Megállóhelyei
Az átszállási kapcsolatok között az azonos útvonalon közlekedő 67-es busz nincs feltüntetve!
| 0  | Mars tér (Szent Rókus tér) végállomás                   | 23 | 1, 2 5, 7, 7A, 9, 19 7F, 21, 60Y, 64, 67Y, 70, 71A, 72A, 73, 73Y, 74, 75, 76, 76Y, 77, 77A, 77Y, 78, 78A, 79H Helyközi buszok 1374, 1375, 1441, 1503, 1504, 1506, 1507, 1510, 1513, 1515, 1516, 1517, 1518, 1841 |
| 1  | Mars tér (autóbusz-állomás) (↓) Mars tér (üzletsor) (↑) | 22 | 1, 2 5, 7, 7A, 9, 19 7F, 21, 60Y, 64, 67Y, 70, 71A, 72A, 73, 73Y, 74, 75, 76, 76Y, 77, 77A, 77Y, 78, 78A, 79H Helyközi buszok 1374, 1375, 1441, 1503, 1504, 1506, 1507, 1510, 1513, 1515, 1516, 1517, 1518, 1841 |
| 2  | Bartók tér                                              | ∫  | 5, 7, 7A, 9, 19 60Y, 67Y, 70, 71, 71A, 72, 72A, 74, 76, 76Y |
| ∫  | Centrum Áruház (Mikszáth utca)                          | 21 | 3, 3F, 4 5, 7, 7A, 8, 9, 10, 19 20, 24, 60Y, 67Y, 70, 71, 71A, 72, 72A, 74, 76, 76Y |
| 4  | Széchenyi tér (Kelemen utca)                            | 20 | 1, 2 5, 7, 7A, 9, 19 32, 60Y, 67Y, 70, 71, 71A, 72, 72A, 74 |
| 7  | Torontál tér (P+R)                                      | 17 | 5, 7 60Y, 67Y, 70, 72, 72A |
| 8  | Sportcsarnok (Székely sor)                              | 15 | 60Y, 67Y, 72, 72A, 84, 90 Helyközi buszok |
| 9  | Kisstadion                                              | ∫  | |
| 10 | Töltés utca                                             | 13 | |
| 11 | Diófa utca (Derkovits fasor)                            | 12 | |
| 12 | Derkovits fasor                                         | 11 | |
| 13 | Traktor utca                                            | 10 | |
| 14 | Kamaratöltés                                            | 9  | 60Y, 67Y Helyközi buszok |
| 15 | Kavics utca                                             | 8  | 60Y, 67Y |
| 16 | Napfény köz                                             | 7  | 60Y, 67Y Helyközi buszok |
| 17 | Barázda utca                                            | 6  | 60Y, 67Y |
| 18 | Szőreg, ABC                                             | 5  | 60Y, 67Y Helyközi buszok |
| 19 | Kossuth Lajos Általános Iskola                          | 4  | Helyközi buszok |
| 20 | Szőregi Szabadidőpark                                   | 3  | |
| 21 | Rózsatő utca (Szerb utca)                               | 2  | Helyközi buszok |
| 22 | Gyár utca (Szerb utca)                                  | 1  | |
| 23 | Szőreg, malom végállomás                                | 0  | 60Y, 67Y Helyközi buszok |